# Minky Monkey
Minky Monkey (ミンキーモンキー?, Minkī Monkī) è un videogioco arcade a piattaforme del 1983 realizzato da Technos Japan Corp. in collaborazione con Rollertron. Venne pubblicato solo ed esclusivamente in Giappone. Il giocatore cerca di completare i compiti assegnati da una scimmia.

## Modalità di gioco
In Minky Monkey, il personaggio giocante si arrampica sui pali e salta sulle piattaforme per mettere i frutti nel loro posto designato: questo costituisce quello che viene chiamato un "successo" (una scimmia in cima mostra quale frutto deve essere spinto dove). Un'altra scimmia è lì per mettere i bastoni tra le ruote, distruggendo i frutti e catturando o inchiodando il personaggio con una pietra. Le ultime due eventualità provocano la perdita di una vita. Se la scimmia distrugge un frutto il giocatore non può completare quella parte del successo e conta come un "fallimento". Cinque successi gli fanno concludere il livello e passare a quello successivo; in caso contrario gli costano una vita.
Durante la sessione apparirà una bottiglia di soda, che se viene raccolta il personaggio diventa temporaneamente invincibile e potrà catturare la scimmia, mettendola fuori gioco per un po'. La vita viene persa anche atterrando sul pavimento nella parte inferiore dello schermo. Infine, se tutte vite verranno esaurite, il gioco finisce.